# Osjakowski Zespół Przyrodniczo-Krajobrazowy
Osjakowski Zespół Przyrodniczo-Krajobrazowy – zespół przyrodniczo-krajobrazowy ustanowiony w 1998 roku.

## Charakterystyka
Obszar ten leży w województwie łódzkim w jednostkach administracyjnych:
- powiat pajęczański: gmina Siemkowice
- powiat wieluński: gmina Konopnica oraz gmina Osjaków

Zajmuje całkowitą powierzchnię 2492 ha, z czego 2485 ha w zasięgu nadleśnictwa Wieluń, a pozostałe 7 ha w zasięgu nadleśnictwa Złoczew.
Przedmiotem ochrony zespołu jest fragment doliny rzeki Warty na odcinku pomiędzy Załęczańskim Parkiem Krajobrazowym a Parkiem Krajobrazowym Międzyrzecza Warty i Widawki. Zespół obejmuje także ujściowy odcinek doliny rzeki Wężnicy.
Teren ten jest ostoją ptaków wodno-błotnych. Stwierdzono tu występowanie 230 gatunków, z czego 145 to gatunki lęgowe. Ponadto teren charakteryzuje także bogata szata roślinna. Stwierdzono występowanie tu ponad 1000 gatunków roślin naczyniowych tworzących około 230 zbiorowisk roślinnych.